# Arif Pašalić
Arif Pašalić (31 de agosto de 1943 - 26 de abril de 1998) fue un oficial militar bosnio, quien comandó al 4.º Cuerpo del ARBiH durante la Guerra de Bosnia.

## Breve biografía

### Nacimiento
Pašalić nació en el caserío de Janjići, en la municipalidad de Zenica. Ingresó a una escuela secundaria para oficiales del ejército en 1963. En 1967 fue comisionado como oficial en el Ejército Popular Yugoslavo (JNA). Entre 1977 y 1979 asiste a una escuela de la JNA para jefes de comando en Belgrado.
Para cuando la situación política en Bosnia-Herzegovina empezó a cambiar, y luego a "sobrecalentarse" en 1992, Pašalić estaba acantonado en un cuartel de Sarajevo. Luego abandona el JNA en marzo de 1992, con el rango de "potpukovnik", el equivalente yugoslavo para un Teniente coronel.
En abril de 1992 Pašalić se dirigió a Mostar, donde se uniría en el proceso de formación de las Fuerzas de defensa territorial locales (TO). El 17 de noviembre de 1992 Pašalić personalmente inaugura el 4.º Cuerpo del ARBiH. Él posteriormente comandaría el 4.º Cuerpo en la mayor parte de la guerra entre croatas y bosnios. Seguidamente, al finalizar la guerra en Bosnia y Herzegovina, Pašalić se convierte en uno de los máximos oficiales del Ejército de la República de Bosnia y Herzegovina.

### Muerte
Fue asesinado en un accidente automovilístico cerca a Drežnica, en Mostar el 26 de abril de 1998, a la edad de 54 años.